# Domenico Lorenzo Ponziani
Domenico Lorenzo Ponziani (* 9. November 1719 in Modena; † 15. Juli 1796 ebenda) war Professor für Zivilrecht an der Universität Modena, Geistlicher und ein bedeutender Schachspieler des 18. Jahrhunderts.
Gemeinsam mit den beiden Italienern Ercole del Rio und Giambattista Lolli begründete er die Schule von Modena, die aus diesen drei führenden Meistern bestand.
Im Jahr 1769 erschien (ohne Autorschaft) in Modena sein Werk Il giuoco incomparabile degli scacchi (dt. Das mit nichts zu vergleichende Schachspiel), in dem er eine tiefschürfende Analyse des Spiels im Allgemeinen, wie besonders der Endspiele bot. Sein Buch, in dem er das freie Figurenspiel propagierte, leistete einen wichtigen Beitrag zur Entwicklung der modernen Spielauffassung im 18. und 19. Jahrhundert. In den Jahren 1773, 1801 und 1812 erschienen in Venedig Nachdrucke dieses Werkes. 1782 ließ er in Modena eine Neuauflage, nun mit Autorschaft, drucken. Auch dieses Werk wurde mehrfach nachgedruckt: Rom 1829, 1838, Verona 1837, Venedig 1861.
Nach Ponziani ist eine Eröffnung benannt: 1. e2–e4 e7–e5 2. Sg1–f3 Sb8–c6 3.c2–c3. Diese Spielweise ist zwar bereits in der Göttinger Handschrift und bei Giulio Cesare Polerio erwähnt, doch war es Ponziani, der sie in seinem Buch Il giuoco incomparabile besonders empfahl.
Ferner machte er auch auf folgendes Gambit aufmerksam: 1. e2–e4 e7–e5 2. Lf1–c4 Sg8–f6 3.d2–d4 (das Ponziani-Gambit im Läuferspiel).

## Werkausgaben
- „Autore Modenese“: Il giuoco incomparabile degli scacchi, Modena 1769
- Domenico Ponziani: Il giuoco incomparabile degli scacchi, Modena 1782 (2. Auflage) – Hinweis: Der Autor wird im Vorwort genannt

| Personendaten    | Personendaten                                     |
| ---------------- | ------------------------------------------------- |
| NAME             | Ponziani, Domenico Lorenzo                        |
| KURZBESCHREIBUNG | italienischer Schachmeister und Schachtheoretiker |
| GEBURTSDATUM     | 9. November 1719                                  |
| GEBURTSORT       | Modena                                            |
| STERBEDATUM      | 15. Juli 1796                                     |
| STERBEORT        | Modena                                            |